# (90) Antíope
Antiope (an-tye'-ə-pee)és l'asteroide núm. 90 de la sèrie. Fou descobert l'1 d'octubre del 1866 a Dusseldorf per en Karl Theodor Robert Luther (1822-1900).
Antiope orbita fora del 3r nucli del cinturó principal, i forma part del grup familiar de Themis, i com la majoria dels asteroides d'aquesta regió, és fosc (de la classe C) i de composició carbònica. La baixa densitat (1.3±0.2 g/cm3) dels seus components suggereixen que és fortament porós (>30%).
Gràcies a l'observació d'una ocultació estel·lar s'aconseguiren dades sobre Antiope l'11 de juny del 180. Les observacions de VLT del 2007 mostren que és una asteroide doble amb un satèl·lit natural S\2000 (90) 1 (llegiu més endavant).
El seu nom es deu a Antíope, filla d'Èol, de la mitologia grega però també coincideix amb Antíope l'amazona.

## Asteroide doble
La principal característica d'Antiope és que està compost per dos components de mida aproximada (la diferència de la massa és d'aproximadament el 2,5%) i, per tant, és un veritable "doble" asteroide. Aquesta binària naturalesa fou descoberta el 10 d'agost del 2000 per un grup d'astrònoms que empraren unes òptiques adaptatives al telescopi "Keck" (Keck Telescope) on Mauna Kea IAUC 7503. El "secundari" s'anomenà S/2000 (90) 1.
Cadascun d'aquests component té prop de 86±1 km de diàmetre, amb els seus centres separats per només uns 170 quilòmetres, cosa que significa que la bretxa que separa ambdues meitats són de prop de 60 km. Els dos cossos orbitals comparteixen el mateix centre de massa. El període orbital és d'aproximadament unes 16.50 hores, l'excentricitat de 0.03 (0.01 ± 0.02).